# Edgar Isermann
Edgar Isermann (* 1944) ist ein deutscher Jurist. Er war von 2001 bis 2009 Präsident des Oberlandesgerichtes Braunschweig.

## Leben
Edgar Isermann wuchs in Helmstedt auf und absolvierte das Abitur am Gymnasium Julianum. Nach seinem Studium der Rechtswissenschaft in Berlin, Lausanne und Freiburg war er von 1973 bis 1975 Referent im Justizministerium des Landes Niedersachsen, unter anderem als persönlicher Referent des Justizministers Hans Schäfer (SPD). 1976 wechselte er an das Landgericht Hannover und wurde dort Richter. Er kehrte 1990 in das niedersächsische Justizministerium zurück, wo er ab 1996 Leiter der Referatsgruppe für zentrale Aufgaben (Personal, Haushalt und Organisation) sowie später Leiter der Abteilung Zivilrecht und öffentliches Recht im Amt eines Ministerialdirigenten war.
Isermann war von 2001 bis zum Eintritt in den Ruhestand am 16. September 2009 Präsident des Oberlandesgerichtes Braunschweig. Zudem war er von 2006 bis 2013 Mitglied des Niedersächsischen Staatsgerichtshofes. Des Weiteren war er Leiter der Schlichtungsstelle für den öffentlichen Personenverkehr (söp) in Berlin und Vorsitzender der Einigungsstelle für Personalvertretungsangelegenheiten beim Niedersächsischen Finanzministerium.